# Шахада

Шахада — арабский каллиграф

Шаха́да (от араб. الشهادة‎ — букв. «свидетельство»‎, МФА: [aʃ.ʃa.haː.da]о файле) — свидетельство о вере в Аллаха и посланническую миссию пророка Мухаммеда.
Шахада может также означать мученическую смерть за веру, а также свидетельское показание, даваемое в удостоверение какого-либо факта.
Шахада на русском языке — «свидетельствую, что нет бога, кроме Аллаха и ещё свидетельствую, что Мухаммед — посланник Аллаха». Шахада шиитов отличается от суннитской добавлением слов уа-’Алийюн уалийю л-Лах. Произнесение шахады является главным условием принятия ислама.

‏أشْهَدُ ألَّا إلَهَ إلَّا الله وأشْهَدُ أنَّ مُحَمَّدًا رَسُولُ ٱللَّٰهِ‏‎
Ашхаду алля иляха илляЛлах ва ашхаду анна Мухаммадан расулюЛлах

## Символ веры
Шахаду считают первым и важнейшим положением исламского символа веры (см. пять столпов ислама). Содержит два первых исламских догмата о единственности Аллаха (таухид) и пророчестве Мухаммеда. Шахада возникла как молитвенный и различительный возглас, которым первые мусульмане отличались от язычников-многобожников и других иноверцев. Во время битв шахада служила боевым кличем, что послужило появлению понятия шахид («мученик»). Первоначально «шахидами» называли воинов, павших в войне против врагов ислама с шахадой на устах. Шахаду произносят мусульмане во многих случаях жизни. Как составная часть она входит практически во все исламские молитвы.

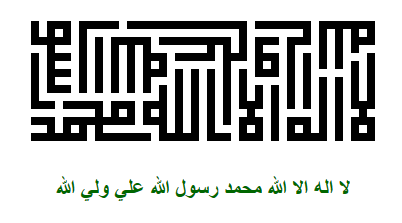
Куфическая шиитская шахада в мечети Абдуссамада Исфахани (Натанз)

## Шахада шиитов
Шиитская шахада отличается от суннитской добавлением слов о Праведном халифе и первом шиитском имаме Али ибн Абу Талибе уа-`Алийюн уалийю л-Лах (араб. وَعَلِيٌّ وَلِيُّ ٱللَّٰهِ‎), что означает «и Али — наместник Аллаха». В общем виде шиитская шахада имеет вид — «свидетельствую, что нет бога, кроме Аллаха, и ещё свидетельствую, что Мухаммад — посланник Аллаха и Али — наместник Аллаха».

## Перевод словаилях
Слово илях (إلَه‎) в переводе с арабского языка имеет значение множественного числа «боги» при более детальном исследовании значения этого слова оказывается, что слову илях также соответствуют значения слов «объект поклонения», «тот, кому поклоняются». Вокруг идентичности слов «бог», «божество» и «объект поклонения», «тот, кому поклоняются» иногда возникают споры между переводчиками.

Каллиграфическая надпись шахады

## Принятие ислама
Троекратное произнесение шахады перед официальным лицом составляло в Средние века ритуал принятия ислама. С точки зрения ислама с момента произнесения шахады в божественном присутствии («с искренностью в сердце») человека считают мусульманином и он должен соблюдать и остальные постановления шариата и сунны.

## Свидетельство
«Шахадой» называют свидетельское показание, даваемое в удостоверение какого-либо факта. Для того, чтобы она была действительной, она должна быть прямой и не передаваться с чужих слов (исключение составляют поручение или завещание). Свидетельство должно быть дано двумя полноправными мужчинами или четырьмя женщинами. Свидетельство раба приравнивается к свидетельству женщины, а свидетельство немусульман, в зависимости от правовой школы (мазхаб), может приниматься наравне со свидетельством мусульман либо не приниматься вообще.
Произнесённое по сговору ложное свидетельство по одним мазхабам наказывается как клятвопреступление, а по другим — тем же наказанием, которому был бы подвергнут ложно обвинённый. Шахада является одним из важнейших способов установления истины в странах с шариатской судебной системой. Порядок свидетельства подробно изложен в трудах ханафитского богослова Абу Юсуфа аль-Ансари.

## Хадисы о шахаде
Действительный член комитета по изданию фетв Королевства Саудовская Аравия, шейх Абдуллах ибн Абд ар-Рахман ибн Джибрин, в работе «Два свидетельства, их смысл и то, чего требует каждое из них» отмечает, что «на важность шахады для верующих часто указывается в хадисах и жизнеописаниях пророка Мухаммада. Считается, что произнесение свидетельств о вере в Аллаха и пророка сообщает „тем, кто произносит их, радостную весть о рае, довольстве Аллаха, счастье и спасении от наказаний Аллаха и Его гнева“».
- Пророк сказал: «Кто засвидетельствовал, что нет божества, кроме одного Аллаха, у которого нет сотоварища, что Мухаммад — Его раб и Его посланник, что Иса — раб Аллаха и Его посланник, а также слово Его, посланное к Марьям, и дух от Него, и что Рай — истина, и Огонь — истина, того введёт Аллах в рай в соответствии с делами его»[6].
- Передали от Анаса ибн Малика, что Пророк сказал: «Какой бы раб Божий ни засвидетельствовал, что нет Бога, кроме Аллаха, и что Мухаммад — раб Его и посланник, сделав это с искренностью в сердце, Господь непременно удалит его от Ада»[7].

## Шахада на государственных символах
Шахаду можно найти на флагах некоторых государств и территорий. Последователи имама Абд аль-Ваххаба использовали символ шахады с XVIII века. В 1902 году Аль-Сауд, глава рода Аль Сауд и будущий основатель государства Саудовская Аравия, добавил меч к этому флагу. В современном виде флаг Саудовской Аравии был введён в 1973 году.
В период с 1997 по 2001 годы, а также с 2021 года по настоящее время, движение «Талибан» использует белый флаг с шахадой в качестве флага Исламского Эмирата Афганистан.

Флаг Сомалиленда
Флаг Саудовской Аравии
Флаг Исламского Эмирата Афганистан
Флаг Исламского государства. Чёрное знамя с шахадой и печатью Мухаммеда

## Ссылки

Флаг Саудовской Аравии
Флаг Имарата Кавказ
Флаг Сомалиленда
Флаг движения Талибан
Флаг ХАМАСа
Флаг Исламского государства